# Sergej Barbarez
Sergej Barbarez (* 17. September 1971 in Mostar, SFR Jugoslawien, Spitzname Barba) ist ein ehemaliger bosnisch-herzegowinischer Fußballspieler. Seit April 2024 trainiert er die bosnisch-herzegowinische Fußballnationalmannschaft.

## Spielerkarriere
Sergej Barbarez, der Vorfahren in allen drei Ethnien Bosnien-Herzegowinas – Bosniaken, Serben und Kroaten – hat, spielte von seinem 19. Lebensjahr bis 1991 im Profikader des bosnisch-herzegowinischen Vereins Velež Mostar und auch als Basketballer in der obersten Liga seines Landes.

### Anfänge in der 2. und 3. Liga (Hannover 96 und Union Berlin)
Seine Fußballkarriere in Deutschland begann eher zufällig 1992 beim Zweitligisten Hannover 96. Als Barbarez sich in zweiwöchigen Ferien bei seinem Onkel in Hannover aufhielt, begannen die Jugoslawienkriege. Sein Vater verbot ihm die geplante Rückkehr nach Bosnien und sein Onkel ließ ihn aus diesem Grund nicht zurück in die Heimat reisen.
Sein Onkel organisierte im Januar 1992 ein Probetraining bei den Amateuren von Hannover 96, die in der 4. Liga spielten und von Frank Pagelsdorf trainiert wurden. Barbarez überzeugte dort und erhielt zunächst einen Vertrag für die Amateurmannschaft, und ab dem Sommer einen Einjahresvertrag für die Profimannschaft, die in der 2. Bundesliga spielte. Sein erstes Spiel unter Trainer Eberhard Vogel absolvierte er am 12. Juli 1992 gegen die Stuttgarter Kickers. Sein Vertrag endete im Sommer 1993. Insgesamt spielte er für Hannover 18 Partien in der 2. Bundesliga und erzielte zwei Tore.
Er unterschrieb daraufhin beim 1. FC Union Berlin, der in der Amateur-Oberliga Nordost Mitte (damals 3. Liga) spielte und von Frank Pagelsdorf trainiert wurde. Eigentlich hatte sich Union Berlin bereits sportlich (durch Relegationsspiele) für die 2. Bundesliga qualifiziert, doch wurde dem Club vom DFB kurz vor Saisonbeginn die Lizenz für die 2. Liga aufgrund gefälschter Bankbürgschaften verweigert. Insgesamt blieb Barbarez drei Spielzeiten bei Union Berlin, in 88 Spielen erzielte er 46 Tore. In der Saison 1994/95 war Frank Engel sein Trainer.

### 1. Bundesliga
Im Sommer 1996 wechselte Barbarez in die 1. Bundesliga zu Hansa Rostock. Wieder war Frank Pagelsdorf sein Trainer. Nach anfänglichen Schwierigkeiten schaffte er dort seinen sportlichen Durchbruch. In seiner ersten Saison erzielte er in 27 Spielen zwei Tore, in der Folgesaison in 32 Spielen 11 Tore. Durch diese Leistungen wurden nun viele Bundesligisten auf ihn aufmerksam. Zur Saison 1998/99 wechselte er zu Borussia Dortmund.
Unter Trainer Michael Skibbe fand Barbarez, nachdem er in seiner ersten Bundesligasaison für den BVB in 22 Spielen zum Einsatz gekommen war, in der Folgezeit immer weniger Berücksichtigung. Nachdem er ab Februar 2000 bis zu dem Saisonende Ende Juni 2000 von Bernd Krauss bzw. Udo Lattek trainiert worden war, entschied sich Barbarez im Sommer 2000 für einen Vereinswechsel und unterschrieb beim Hamburger SV. Hier traf er zum vierten Mal in seiner Karriere auf den Trainer Frank Pagelsdorf.
In Hamburg entwickelte sich der Offensivspieler weiter und war gleich zu Beginn der Saison mit seinem Team erfolgreich. Nach 10 Spieltagen hatte er 9 Tore erzielt, insgesamt traf er in seiner ersten Saison mit den Hamburgern 22 Mal in das gegnerische Tor. Damit wurde er – zusammen mit Ebbe Sand – 2001 Torschützenkönig.
In der Saison 2005/06 belegte Barbarez, der mittlerweile nach Kurt Jara und Klaus Toppmöller von Thomas Doll trainiert wurde, mit seiner Mannschaft am Ende der Saison Platz drei. Er hatte dabei 10 Tore und 13 Vorlagen erspielt.
Nachdem Barbarez’ Vertrag zum Ende der Saison 2005/06 ausgelaufen war, wurden vor Saisonende langwierige Verhandlungen mit Präsident Hoffmann und Manager Beiersdorfer geführt, um die Bedingungen für einen Verbleib von Barbarez beim HSV in der Folgesaison zu klären. Es wurde ihm ein stark leistungsbezogener Vertrag mit einer Gehaltskürzung von 2,4 auf 1,6 Millionen Euro angeboten. Durch diese Einsparung sollte das Gehalt in Höhe von 2,4 Millionen Euro des neu verpflichteten Niederländers Nigel de Jong mitfinanziert werden. Letztlich konnte man sich nicht zu einem neuen Vertragsabschluss einigen. Später meinte Barbarez in einem Interview dazu: „Es waren von vornherein nur Scheinverhandlungen, ein Schauspiel für die Öffentlichkeit. Der HSV hatte nie ernsthaft im Sinn, mich zu halten.“
Barbarez wechselte daraufhin zu Bayer 04 Leverkusen, wo er wieder auf Trainer Skibbe traf. Nach insgesamt zwei Jahren in Leverkusen, in denen er 61 Spiele absolvierte, elf Treffer erzielte und zwölf Torvorlagen gab, verließ er nach der Saison 2007/08 den Bundesligisten. Nach kurzer Suche nach einem neuen Verein zog er sich vom aktiven Fußball zurück.

### Spielstil
Der Offensiv-Allrounder wurde sowohl als Sturmspitze als auch hinter den Spitzen erfolgreich als Spielmacher eingesetzt. Unter Klaus Toppmöller wie auch in der Nationalmannschaft agierte Barbarez defensiver in der Abwehr bzw. als Libero. In seiner Zeit bei dem HSV war Barbarez wegen seiner konstruktiven Spielweise, durch die viele Tore vorbereitet wurden, aber auch wegen seiner Rolle als Führungsfigur und Vorbild einer der wichtigsten Spieler. Kritiker warfen ihm vor, dass er wegen seiner Launenhaftigkeit eine ganze Mannschaft in ihrer Moral habe beeinträchtigen können. Auch spielte Barbarez oft rüde und mit überhartem, unfairem Einsatz. So erhielt er in der Bundesliga insgesamt 7 rote und 87 gelbe Karten.

### Statistik

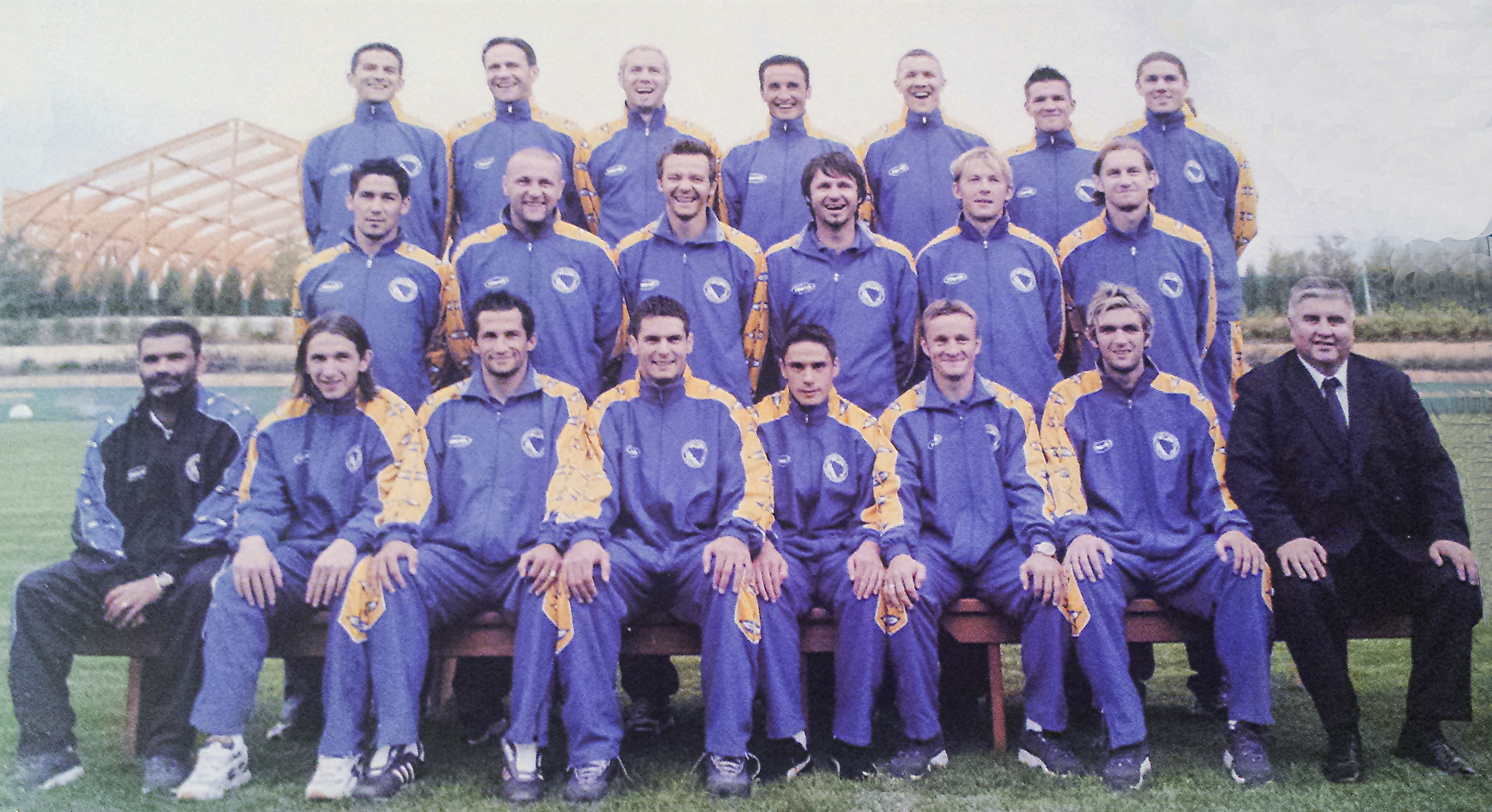
Barbarez (obere Reihe, Dritter von links) im Trikot der Nationalmannschaft (2002)

Als Kapitän der bosnisch-herzegowinischen Nationalmannschaft absolvierte Barbarez 49 Spiele. Im Jahr 2006 erklärte er aufgrund von Skandalen um den bosnischen Verband seinen Rücktritt aus der Nationalmannschaft.
In seinem Heimatland erhielt er – auch dank seines sozialen Engagements – folgende Auszeichnungen:
- Fußballer des Jahres 2001 in Bosnien und Herzegowina
- Fußballer des Jahres 2003 in Bosnien und Herzegowina
- Mann des Jahres 2005 in Bosnien und Herzegowina
- Sportler des Jahres 2005 in Bosnien und Herzegowina

Zudem wurde im Jahr 2005 in seiner Geburtsstadt Mostar eine Straße nach ihm benannt.
In 330 Bundesligaspielen erzielte der offensive Mittelfeldspieler und Stürmer 95 Tore, bekam 85 gelbe Karten, 3 gelb-rote Karten und 4 rote Karten. In der Saison 2000/01 wurde er gemeinsam mit dem Dänen Ebbe Sand Torschützenkönig der 1. Bundesliga.
Mit seinem 324. Bundesligaspiel am 13. April 2008 überbot er den damaligen Rekord von Ole Bjørnmose, der zuvor die meisten Spiele als Ausländer in der Bundesliga bestritten hatte. Am 19. März 2011 wurde dieser Rekord im Spiel des Hamburger SV gegen den 1. FC Köln durch den Brasilianer Zé Roberto gebrochen.

## Nach dem Karriereende
Nach Beendigung seiner aktiven Laufbahn gab Barbarez im August 2008 bekannt, dass er den B-Trainerschein in einer Akademie in Bosnien machen werde. Zuvor hatte er das Angebot, als Trainer der Nationalelf Bosnien-Herzegowinas zu arbeiten, ausgeschlagen; er begründete dies mit seiner Ablehnung gegen die Verbandsleitung.
Am 25. Januar 2009 wurde er in den Aufsichtsrat des HSV gewählt, den er im Mai 2010 wieder verließ.
Seit 2009 nimmt Barbarez gelegentlich an renommierten Live-Pokerturnieren teil und kam bisher fünfmal bei der World Series of Poker im Rio All-Suite Hotel and Casino am Las Vegas Strip sowie einmal bei der World Series of Poker Europe im King’s Resort in Rozvadov ins Geld. Insgesamt lagen seine Preisgelder aus offiziellen Live-Pokerturnieren im August 2017 bei mehr als 200.000 US-Dollar.

## Trainer
Im April 2024 wurde er zum neuen Cheftrainer der bosnischen Nationalmannschaft ernannt.

## Persönliches
Barbarez ist Vater von zwei Kindern. Er engagiert sich für Kinder ohne Eltern mit seiner Stiftung Centar. Seit 2009 nimmt er regelmäßig am Benefizspiel Kicken mit Herz im Team der Hamburg Allstars teil.
Der Hamburger Sänger Lotto King Karl widmete ihm das Lied Zvijezda Bosne (Stern von Bosnien).